# Folden (poker)
Folden of passen is een term in het pokerspel, en betekent zoveel als "je hand/kaarten weggooien als je aan de beurt bent"

## Algemeen
Je hand kunnen folden is vrijwel de enige constante in alle pokervarianten, aangezien het een van de zeldzame spel-mechanismen is die in elk pokerspel voorkomen.

### Aangeven dat je foldt
In de meeste gevallen kan op twee manieren aangegeven worden dat je je kaarten foldt:
- door dit verbaal kenbaar te maken aan de dealer en alle medespelers
- door je kaarten met de rug naar boven (face down) op de pot of de stapel reeds uit het spel gehaalde kaarten (de muck) te leggen (dit is ook de reden waarom folden soms mucken wordt genoemd)

In stud poker in de VS is het de gewoonte om aan te geven dat je fold door al je kaarten met de rug naar boven op tafel te leggen.
In casino's in het Verenigd Koninkrijk folden de spelers door hun kaarten aan de dealer te geven, die ze aan alle spelers laat zien alvorens ze uit het spel te halen.

### Effect
Door zijn/haar kaarten te folden, moet de speler doorgaans niet meer inzetten, maar doet hij ook afstand van de pot.
Hebben alle spelers op een na gefold, dan komt de pot hem toe. Hij kan dan zelf kiezen of hij wel of niet zijn kaarten laat zien.
Hij zou dit kunnen laten zien om andere spelers kwaad te maken, zodat ze misschien eerder fouten in het spel maken. Hij kan er ook voor kiezen om het niet te laten zien, als hij geen informatie wil geven over hoe hij speelt.